# بلاتس

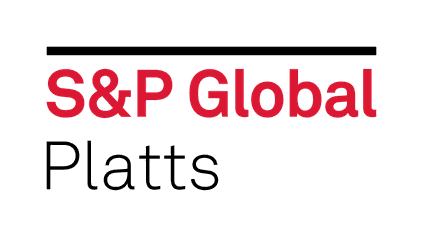

بلاتس (S&P Global Platts) هي مزود بيانات رئيسي في العالم عن معلومات الطاقة  والسلع ومصدر لتقييم الأسعار القياسية في أسواق السلع المادية. وتعمل في هذا المجال منذ ما يزيد عن القرن، وهي الآن فرع من فروع ماك-جرو هيل. 
ونشاطها الرئيسي هي أخبار الصناعة، وعلامات التسعير للزيت, الغاز الطبيعي, الكهرباء, القوة النووية, الفحم, ال بتروكيماويات, المعادن في الأسواق.

## وصلات خارجية
- الموقع الرسمي